# Banque de Hambourg

## La Banque de Hambourg
La Banque de Hambourg a existé du 2 mars 1619 au 31 décembre 1875. Elle a été fondée par le Sénat de la ville de Hambourg pour servir de bureau de change, de banque de virements et de banque de crédits, basée sur l'argent, pour les commerçants locaux.
Après de longues négociations entre le Sénat et la Bürgerschaft (assemblée citoyenne), la création de la Banque de Hambourg a été décidée en février 1619. Elle devait, à l'instar de son modèle, la Amsterdamsche Wisselbank, fondée en 1609, améliorer la stabilité monétaire en période d'incertitude monétaire et faciliter les échanges commerciaux entre les marchands. Les Merchant Adventurers anglais, les Sépharades portugais et les réfugiés néerlandais, qui résidaient alors en grand nombre à Hambourg, ont apporté d'importantes sommes d'argent et de connaissances à la banque, ce qui a permis sa fondation.
La banque était administrée bénévolement par deux sénateurs, deux "Oberalten" (anciens), deux membres du "Kämmereibürger" (fonctionnaires municipaux) et cinq "Bancobürger" (citoyens ayant un compte à la banque). Ses locaux se trouvaient à l'Hôtel de Ville. Pour ouvrir un compte, un dépôt minimum de 400 Mark lübisch était requis. Des règles ont été établies, interdisant les échanges de devises et le commerce privé de métaux précieux ; de plus, toutes les instructions et les transactions de change supérieures à 400 Mark lübisch devaient obligatoirement passer par la Banque de Hambourg.
En novembre 1619, la Lehnbanco, une branche de la Banque de Hambourg, a été fondée. Cette banque de prêt offrait des crédits aux commerçants, principalement à la ville de Hambourg elle-même, en échange de gages. La Banque de Hambourg gérait également la monnaie municipale et les entrepôts de céréales, bien que ces deux entités fonctionnaient de manière indépendante.
De 1725 à 1736, une sous-division de la Banque de Hambourg, appelée Courantbank, a été mise en place pour contrer la dépréciation monétaire importante de l'époque. Le terme courant désigne les pièces de monnaie couvertes par leur contenu en métal précieux.

## La Mark Banco
Les dépôts effectués par les commerçants à la Banque de Hambourg étaient enregistrés en Mark Banco, une monnaie purement comptable, c'est-à-dire qu'elle n'était pas frappée sous forme de pièces, mais existait uniquement dans les registres de la banque. En 1622, une Mark Banco correspondait à un poids d'argent de 8,66 g. Étant donné que la Mark Banco représentait une valeur stable, elle était utilisée dans le commerce de gros et pour les transactions hypothécaires. Les commerçants tenaient également leurs livres comptables en Mark Banco. En outre, des cours de change pour d'autres devises et marchandises étaient régulièrement publiés. Plus tard, une monnaie physique, la Mark Courant, a été frappée à Hambourg, mais sa valeur différait de celle de la Mark Banco.

## Crises et réformes
La Banque de Hambourg a traversé plusieurs crises majeures au cours de son existence, en particulier en raison des crédits non garantis. En 1770, elle a été réformée avec succès. Pendant la période de domination française à Hambourg, presque toute la banque a été pillée, et la crise économique qui en a résulté a eu un impact majeur sur la banque. Cependant, l'institution a continué à fonctionner.
C'est en 1875, avec l'unification de l'Allemagne et la standardisation du système monétaire, que la Banque de Hambourg a été fermée et transformée en une succursale de la Reichsbank. En guise de concession à Hambourg, le nouveau système monétaire a introduit le Mark, qui est devenu la monnaie de l'Empire allemand.